# 列维·巴伦特·科恩
列维·巴伦特·科恩（英語：Levy Barent Cohen；1747年—1808年）是出生于荷兰的英国金融家和社区公益人士。
1747年，他出生在荷蘭共和國阿姆斯特丹。他的父亲是富商巴伦特·科恩。科恩家族属于阿什肯纳兹犹太人。
科恩与其兄弟一起移居英格兰，在伦敦建立一个庞大的商业企业。他迅速成为伦敦最著名的商人之一。
1798年，科恩正式归化为英国公民。他积极参与多个犹太慈善组织，并先后担任伦敦公爵广场犹太会堂（伦敦最主要的阿什肯纳兹犹太会堂）的所有职务。
他曾两次结婚，第一个妻子是范妮·迪亚曼特施莱弗，范妮去世后又娶她的妹妹莉迪亚。他有8个成年子女。通过子女的联姻——包括与纳坦·迈尔·罗斯柴尔德和摩西·蒙蒂菲奥里爵士等人的婚姻——几乎所有英国的犹太上层家族都与他建立姻亲关系。此外，他的哥哥的女儿纳内特·所罗门·科恩是卡尔·马克思和弗雷德里克·飞利浦的外祖母。
1808年，科恩在英格兰去世。